# Avocat
În accepțiunea generală, avocatul este un jurist ale cărui funcții tradiționale sunt de a consilia, reprezenta, asista și apăra clienții săi, persoane fizice sau juridice, în instanțele de judecată, prin pledoarie, pentru afirmarea drepturilor acestora. În plus, avocatul poate îndeplini funcții de consultanță, de raportor sau de mandatar al clientului. Avocatul reprezintă și apără clienții în chestiuni diverse precum divorțuri, moșteniri, litigii, aspecte penale sau comerciale, etc. În practică, unii avocați sunt specializați: avocat pledant (de instanță), avocat de afaceri (de consultanță), avocat de dreptul muncii, avocat de dreptul familiei etc. A lucra ca avocat implică aplicarea practică a teoriilor și cunoștințelor juridice abstracte pentru a rezolva probleme specifice individualizate sau pentru a promova interesele celor care angajează avocați pentru a le presta servicii juridice. Rolul avocatului variază foarte mult în funcție de jurisdicți.

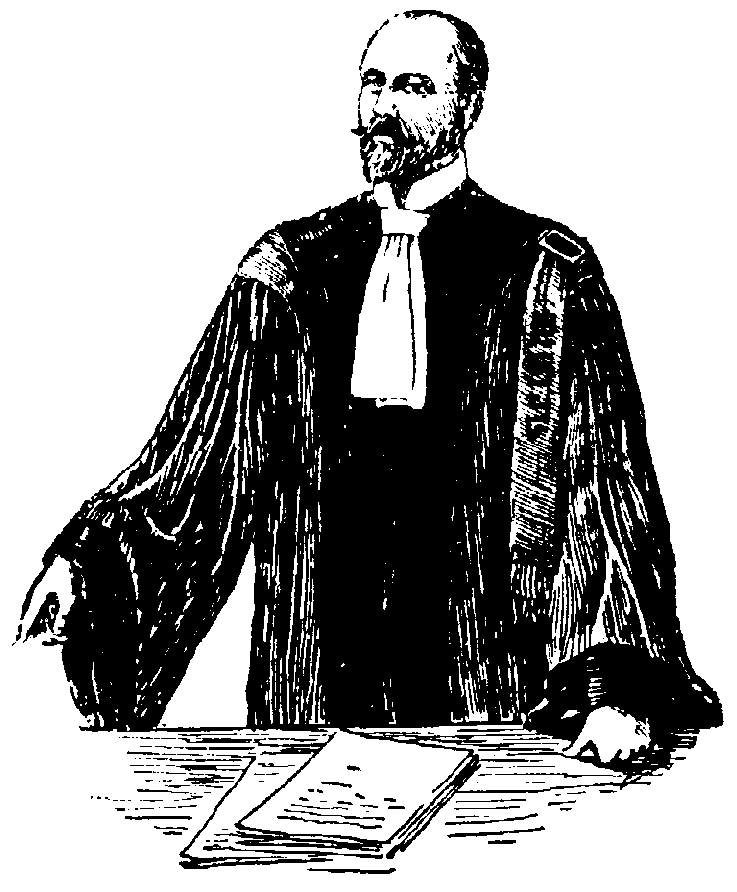
Avocat francez de la începutul secolului al XX-lea

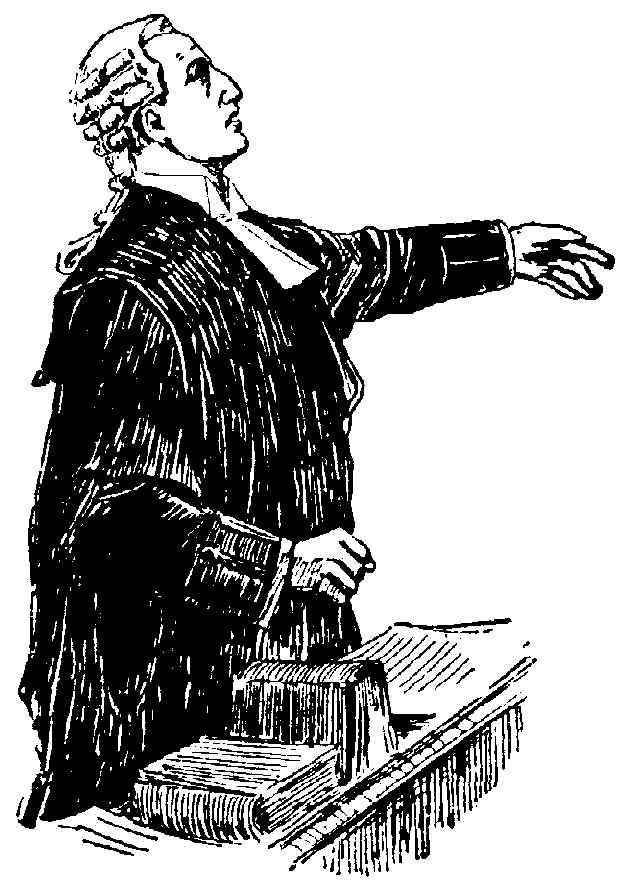
Avocat pledant englez

## Terminologie
Fiecare jurisdicție își exercită dreptul de a stabili cine este recunoscut ca avocat. Ca urmare, sensul termenului „avocat” poate varia de la o țară la alta. Unele jurisdicții, sub influența dreptului anglo-saxon, au două tipuri de avocați: avocați pledanți (eng: barristers) și avocați-consilieri (eng: solicitors), în timp ce în alte jurisdicții, sub influența dreptului continental, au un singur tip de avocat, cu competență generală, înscris pe tabloul unei asociații profesionale, denumite barou.
În sistemul anglo-saxon, avocați pledanți (eng: barristers) au competență exclusivă pentru reprezentarea clienților, persoane fizice, în instanțele superioare. Pe de altă parte, avocații-consilieri (eng: solicitors) sunt instruiți să pregătească dosare și să ofere sfaturi cu privire la subiecte juridice și pot reprezenta persoane fizice în instanțele inferioare. Atât avocații pledanți, cât și avocații-consilieri sunt licențiați ai unei facultăți de drept și trebuie să finalizeze pregătirea practică necesară. În unele jurisidicții anglo-saxone, numai avocații pledanți sunt acceptați ca membri ai barourilor respective. 

## Avocat în România
În România, avocatul este persoana licențiată în știinte juridice care, ulterior, este admisă în profesie, în baza unui examen organizat de baroul în care intenționează să profeseze. După admiterea în profesie, avocatul poartă titlul profesional de avocat stagiar, urmând a fi înscris pe Tabloul avocaților stagiari. La înscrierea în barou, avocatul depune un jurământ într-un cadru solemn. După efectuarea stagiului obligatoriu de 2 ani, avocatul stagiar trebuie să susțină un examen de definitivat organizat de barou, în urma căruia avocatul este înscris pe Tabloul avocaților definitivi. 
În principal, activitatea avocatului se realizează prin consultații cu caracter juridic și prin asistență sau reprezentare în fața instanțelor judecătorești sau a altor organe de jurisdicție.
În exercitarea profesiei, avocatul este independent și se supune numai legii, statutului profesiei și codului deontologic. El promovează și apără drepturile, libertățile și interesele legitime ale omului.
Deși avocații au o formare juridică generală, complexitatea tot mai mare a aspectelor de drept, generată de evoluția societății, a impus specializarea acestora pe diferite ramuri de drept (drept comercial, drept civil, drept penal, drept fiscal etc) sau pe categorii de activități: 
- avocați de consultanță care acordă consultații cu caracter juridic;
- avocați pledanți care asistă sau reprezintă persoanele fizice sau juridice în fața instanțelor judecătorești.

### Dobândirea calității de avocat
Primirea în profesie se obține numai pe baza unui examen organizat de barou. În România sunt înscriși în barouri cca. 21.000 de avocați. 

La începutul exercitării profesiei, avocatul efectuează în mod obligatoriu un stagiu de pregătire profesională cu durata de 2 ani, timp în care are calitatea de avocat stagiar. După efectuarea stagiului, avocatul stagiar va susține examenul de definitivare.

### Încetarea calității de avocat
Calitatea de avocat încetează prin renunțarea scrisă la exercițiul profesiei, prin deces, dacă împotriva avocatului s-a luat măsura excluderii din profesie ca sancțiune disciplinară sau dacă avocatul a fost condamnat definitiv pentru o faptă prevăzută de legea penală și care îl face nedemn de a fi avocat, conform legii. 

### Nedemnitatea profesională
Este nedemn de a fi avocat cel condamnat definitiv prin hotărâre judecătorească la pedeapsa cu închisoare pentru săvârșirea unei infracțiuni intenționate, de natură să aducă atingere prestigiului profesiei, cel care a săvârșit abuzuri prin care au fost încălcate drepturi și libertăți fundamentale ale omului, stabilite prin hotărâre judecătorească, cel căruia i s-a aplicat pedeapsa interdicției de a exercita profesia, pe durata stabilită prin hotărâre judecătorească sau disciplinară și falitul fraudulos, chiar reabilitat.

### Incompatibilități și compatibilități
Exercitarea profesiei de avocat este incompatibilă cu activitatea salarizată în cadrul altor profesii decât cea de avocat, cu ocupațiile care lezează demnitatea și independența profesiei de avocat sau bunele moravuri și cu exercitarea nemijlocită de fapte materiale de comerț.
Exercitarea profesiei de avocat este compatibilă cu: calitatea de deputat sau senator, consilier în consiliile locale sau județene, cu activități și funcții didactice în învățământul juridic superior, cu activitatea literară și publicistică, cu calitatea de arbitru, mediator, conciliator sau negociator, consilier fiscal, consilier în proprietate intelectuală, consilier în proprietate industrială, traducător autorizat, administrator sau lichidator în cadrul procedurilor de reorganizare și lichidare judiciară, în condițiile legii.

### Activitățile avocatului
1. consultații și cereri cu caracter juridic;
2. asistență și reprezentare juridică în fața instanțelor judecătorești, a organelor de urmărire penală, a autorităților cu atribuții jurisdicționale, a notarilor publici și a executorilor judecătorești, a organelor administrației publice și a instituțiilor, precum și a altor persoane juridice;
3. redactarea de acte juridice, atestarea identității părților, a conținutului și a datei actelor prezentate spre autentificare;
4. asistarea și reprezentarea persoanelor fizice sau juridice interesate în fața altor autorități publice cu posibilitatea atestării identității părților, a conținutului și a datei actelor încheiate;
5. apărarea și reprezentarea cu mijloace juridice specifice a drepturilor și intereselor legitime ale persoanelor fizice și juridice în raporturile acestora cu autoritățile publice, cu instituțiile și cu orice persoană română sau străină;
6. activități de mediere;
7. activități fiduciare constând în primirea în depozit, în numele și pe seama clientului, de fonduri financiare și bunuri, rezultate din valorificarea sau executarea de titluri executorii, după încheierea procedurii succesorale sau a lichidării, precum și plasarea și valorificarea acestora, în numele și pe seama clientului, activități de administrare a fondurilor sau a valorilor în care acestea au fost plasate;
8. stabilirea temporară a sediului pentru societăți comerciale la sediul profesional al avocatului și înregistrarea acestora, în numele și pe seama clientului, a părților de interes, a părților sociale sau a acțiunilor societăților astfel înregistrate;

### Onorariul avocatului și modul de stabilire al acestuia
Pentru activitatea sa profesională, avocatul are dreptul să perceapă un onorariu. Onorariile se stabilesc liber între avocat și client. Legea română interzice fixarea de onorarii minime, recomandate sau maxime de către organele profesiei, de către formele de exercitare a profesiei de avocat sau de către avocați. Onorariile sunt stabilite în raport de dificultatea, amploarea sau durata cazului. Stabilirea onorariilor avocatului depinde de fiecare dintre următoarele elemente: 
1. timpul și volumul de muncă solicitată pentru executarea mandatului primit sau activității solicitate de client;
2. natura, noutatea și dificultatea cazului;
3. importanța intereselor în cauză;
4. împrejurarea că acceptarea mandatului acordat de client îl împiedică pe avocat să accepte un alt mandat, din partea unei alte persoane, dacă această împrejurare poate fi constatată de client fără investigații suplimentare;
5. notorietatea, titlurile, vechimea în muncă, experiența, reputația și specializarea avocatului;
6. conlucrarea cu experți sau alți specialiști impusă de natura, obiectul, complexitatea și dificultatea cazului;
7. avantajele și rezultatele obținute pentru profitul clientului, ca urmare a muncii depuse de avocat;
8. situația financiară a clientului;
9. constrângerile de timp în care avocatul este obligat de împrejurările cauzei să acționeze pentru a asigura servicii legale performante.

Onorariile pot fi stabilite astfel: 
1. onorarii orare;
2. onorarii fixe (forfetare);
3. onorarii de succes;
4. onorarii formate din combinarea criteriilor de mai sus;

Onorariul orar este stabilit pe ora de lucru, respectiv o sumă fixă de unități monetare cuvenită avocatului pentru fiecare oră de servicii profesionale pe care o prestează clientului
Onorariul fix (forfetar) constă într-o sumă fixă cuvenită avocatului pentru un serviciu profesional sau pentru categorii de astfel de servicii profesionale pe care îl prestează sau, după caz, le prestează clientului.
Onorariul de succes constă într-o sumă fixă sau variabilă stabilită pentru atingerea de către avocat a unui anumit rezultat. Onorariul de succes poate fi convenit împreună cu onorariul orar sau fix.
Este interzis avocatului să-și fixeze onorariile în baza unui pact "de quota litis". Pactul "de quota litis" este o convenție încheiată între avocat și clientul său, înainte de soluționarea definitivă a unei cauze, convenție care fixează exclusiv totalitatea onorariilor avocatului, în funcție de rezultatul judiciar al cauzei, indiferent dacă aceste onorarii constau într-o sumă de bani, un bun sau orice altă valoare. De asemenea, sunt interzise onorariile reprezentând dobândirea, sub orice formă, a unor "aporturi din afacere" (activitatea juridică realizată de către avocat).

### Formele de exercitare a profesiei de avocat
Formele de exercitare a profesiei de avocat sunt, la alegere: 
- cabinete individuale ("CI");
- cabinete asociate ("CA");
- societăți civile profesionale (nu există o practică unitară, folosindu-se următoarele prescurtări: "SCPA" sau "SCA"; de asemenea, este des întâlnită expresia "Societate de Avocați");
- societăți civile profesionale cu răspundere limitată ("SCPRL").

În cabinetul individual își poate exercita profesia un avocat definitiv, singur sau împreună cu alți avocați colaboratori. 
Cabinetele individuale se pot asocia în scopul exercitării în comun a profesiei; drepturile și obligațiile avocaților titulari ai unor cabinete asociate își păstrează caracterul personal și nu pot fi cedate. În mod corespunzător cabinetele individuale se pot asocia și cu societățile civile profesionale. Cabinetele individuale se pot grupa pentru a-și crea facilități tehnico-economice în vederea exercitării profesiei și își păstrează individualitatea în relațiile cu clienții. 
Societatea civilă profesională se constituie din 2 sau mai mulți avocați definitivi. În societatea civilă profesională își pot exercita profesia și avocați colaboratori sau avocați salarizați. Societatea civilă profesională și avocații care profesează în cadrul ei nu pot acorda asistență juridică persoanelor cu interese contrare.
Avocatul nu își poate exercita profesia, în același timp, în mai multe forme de exercitare a acesteia.

### Organizarea profesiei de avocat
Profesia de avocat este o profesie liberală care poate fi exercită de către avocații înscriși în Tabloul avocaților întocmit de baroul din care fac parte. Un avocat nu poate fi înscris decât într-un singur barou și nu-și poate exercita concomitent activitatea în două sau mai multe forme de exercitare a profesiei. De asemenea, legea interzice exercitarea oricărei activități specifice profesiei de avocat de către o persoană fizică ce nu are calitatea de avocat înscris într-un barou și pe Tabloul avocaților sau de către o altă persoană juridică cu excepția societății civile profesionale de avocați cu răspundere limitată.
În fiecare județ și în municipiul București există și funcționează un barou care este persoană juridică de interes public. Baroul este constituit din toți avocații înscriși pe Tabloul avocaților, care au sediul profesional principal în localitățile de pe raza acestuia. Toate barourile din România, constituite potrivit legilor privind profesia de avocat, sunt membre de drept ale Uniunii Naționale a Barourilor din România.
În prezent, există și funcționează, legal înființate, un număr de 42 de barouri, dintre care 41 de barouri în fiecare județ și Baroul București.
În România sunt înscriși în Barouri cca. 21 mii de avocați.

## Avocatura în alte țări

### Franța
În Franța, avocatul este, la fel ca în sistemul român, o persoană licențiată în drept și care, ulterior, este înscrisă într-un barou. Accesul în profesie presupune promovarea unui examen de admitere într-un "Centru regional de formare profesională a avocaților". De asemenea, poate accede în profesie persoana care a exercitat o altă profesie juridică o anumită perioadă de timp (în cazul juriștilor este vorba de o perioadă de 8 ani). În prezent, în Franța își desfășoară activitatea aproximativ 50.000 de avocați, repartizați în 181 de barouri, cel mai numeros fiind Baroul din Paris.

### Serbia
În Serbia, avocatul este, la fel ca în sistemul român, o persoană licențiată în drept. Primirea în profesie se obține numai pe baza unui examen organizat de barou.

## Istoric

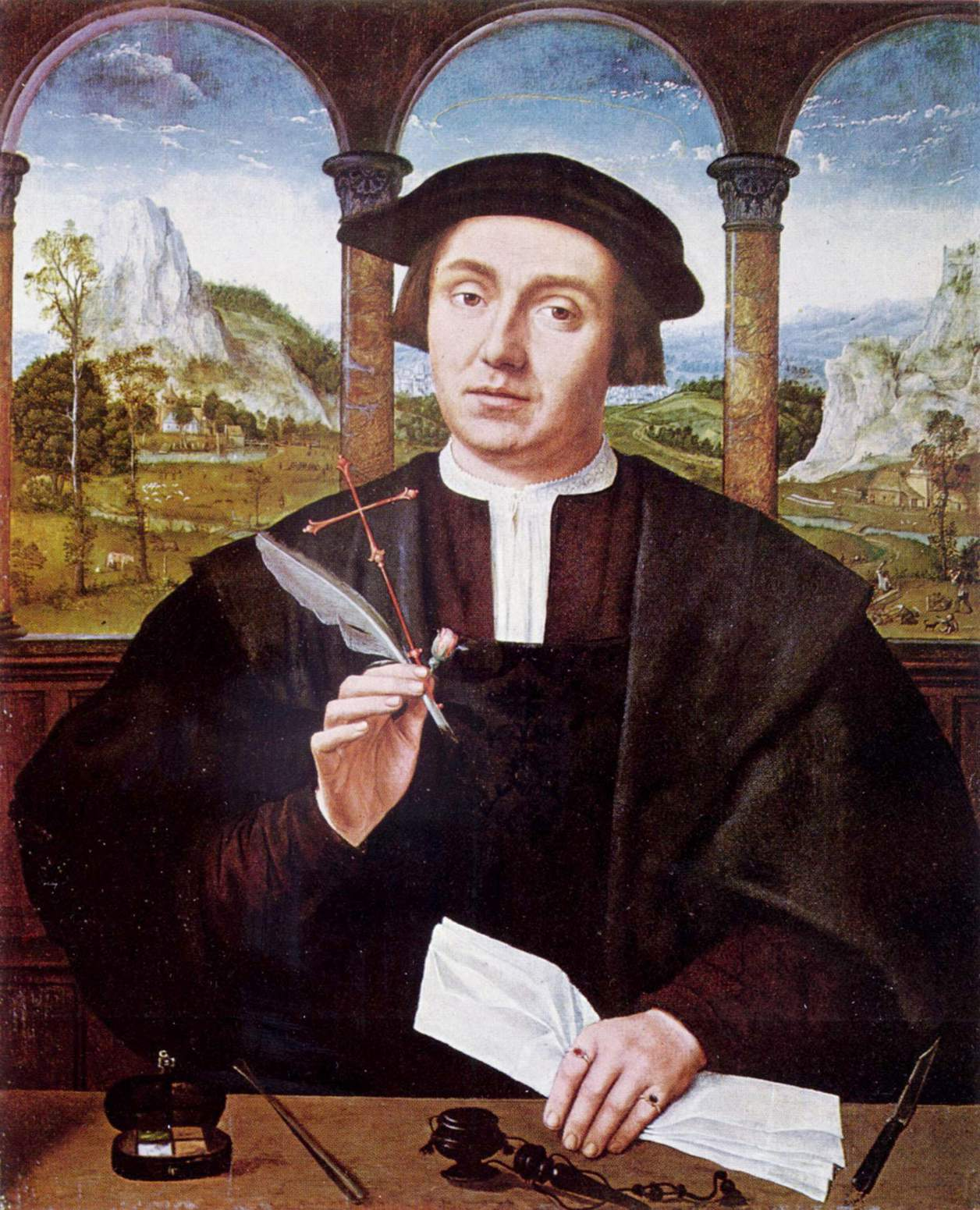
Pictură din secolul al 16-lea cu un "notar", operă a pictorului flamand Quentin Massys.

### Grecia Antică
Primii oameni care ar putea fi numiți "avocați" au fost probabil oratorii din vechia Atena. De altfel, primii oratorii atenieni s-au confruntat cu serioase obstacole structurale. În primul rând, exista o regulă că oamenii trebuiau să-și pledeze singuri cauza, regulă care a început să fie eludată datorită tendinței de creștere a cazurilor în care oamenii cereau asistența unui "prieten". Din fericire, pe la jumatatea secolului 5 î.Hr., atenienii puteau să solicite formal unui prieten să-l asiste. În al doilea rând, un obstacol mult mai serios, pe care oratorii atenieni nu au reușit niciodată să-l depășească complet, a fost regula că nimeni nu putea percepe un onorariu pentru a pleda în cauza altuia. Această lege a fost ignorată serios în practică, dar nu a fost niciodată abrogată, drept urmare oratorii nu au putut niciodată să se prezinte ca juriști sau experți. Ei au trebuit să mențină ficțiunea juridică că ei sunt doar niște cetățeni care ajută cu generozitate un prieten pe gratis și de aceea nu au putut niciodată să se organizeze într-o adevărată profesie — cu asociații profesionale și titluri și toate celelalte atribute — ca la asociațiile moderne.  De aceea, vorbind în sensul strict al definiției de avocat, primii avocați aveau să fie oratorii din Roma Antică.

### La începuturile Romei Antice
O lege din anul 204 î.Hr. interzicea avocaților romani să perceapă onorarii, dar această lege a fost serios ignorată în practică. Legea referitoare la restricția asupra onorariilor a fost abolită de Împaratul Claudius, care a legalizat avocatura ca profesie și a permis avocaților romani să devină primii avocați care puteau practica public — dar a impus un onorariu maximal de 10.000 sesterți.
În mod asemănător cu contemporanii lor greci, primii avocați romani aveau pregătire in retorică, nu în știinte juridice, la fel ca și judecătorii în fața cărora pledau. Cu toate acestea, spre deosebire de atenieni, romanii au dezvoltat o clasa de specialiști în drept, cunoscuți sub denumirea de jurisconsulți (iuris consulti). Jurisconsulții erau oameni bogați pentru care implicarea în drept reprezenta un hobby intelectual, nu o activitate de bază din care să trăiască. Ei dădeau opinii juridice (responsa) pe probleme de drept la toți cei cărora solicitau astfel de servicii (practică cunoscută ca publice respondere). Devenise o rutină ca judecatorii romani și guvernatorii să ceară sfatul unui consiliu de jurisconsulți înainte de a lua o decizie, iar avocații și oamenii obișnuiți, de asemenea, obișnuiau să meargă la jurisconsulți pentru opinii juridice. De aceea, romanii au fost primii care au avut o care au avut o clasă socială care să se gândească la probleme juridice, și de aceea dreptul roman a devenit așa de "precis, detaliat și tehnic."

### În timpul Republicii și al Imperiului
În timpul Republicii și, mai tărziu, în timpul Imperiului roman, jurisconsulții și avocații nu aveau o reglementare legală, primii fiind amatori, iar ultimii fiind, tehnic, în ilegalitate. Orice persoană se putea autointitula avocat sau expert în drept, astfel că numai pe baza reputației personale a acestuia, oamenii puteau să-l creadă sau nu. Acest lucru s-a schimbat odată cu legalizarea profesiei de avocat facută de Claudius. Odata cu începutul Imperiului Bizantin, profesia juridică a fost bine înființată, reglementată în detaliu și precis stratificată. Centralizarea și birocratizarea profesiei a fost aparent graduală la început, dar accelerată în timpul Împăratului Hadrian. De asemenea, jurisconsulții au intrat în declin în perioada imperiului.
Conform lui Fritz Schulz, "în secolul patru lucrurile s-au schimbat, iar avocații romani au devenit avocați în adevăratul sens al cuvântului." De exemplu, în secolul patru avocații trebuiau să facă parte dintr-un barou de pe langă o instanță de judecată pentru a pleda în fața unui judecător din cadrul acesteia. Ei puteau pleda numai la acea instanță, existând și alte restricții (modificate în funcție de împărat) referitoare la numărul de avocați de pe lângă o anumită instanță de judecată. În anii 380, avocații studiau dreptul ca materie suplimentară la retorică (de aceea reducându-se necesitatea pentru o clasă separată de jurisconsulți); în anul 460, Împaratul Leo a impus regula ca cei care vor să fie admiși în profesie să aducă o recomadare de la profesorii săi; în secolul șase, pentru admitere în profesie era cerută urmarea unui curs normal de drept de aproximativ patru ani . Onorariul maximal impus de Claudius a rămas în vigoare pe perioada Imperiului Bizantin, fiind evaluat la 100 solidi. Desigur, acesta a fost serios eludat, fie prin cereri de acoperire a cheltuielilor, fie prin tranzacții sub rosa barter, ultima fiind chiar cauză de suspendare din barou.
Notarii (tabelliones) au apărut în ultima perioadă a Imperiului Roman. Ca și urmașii lor din perioada modernă, aceștia erau responsabili de redactarea testamentelor, a actelor referitoare la transferul de proprietate și posesie, precum și a contractelor. Ei erau omniprezenți și aproape orice sat avea câte unul. În perioada romană, notarii erau considerați a fi inferiori avocaților și jurisconsulților. Notarii romani nu aveau pregătire în drept, aceștia fiind intelectuali mediocrii care au deprins tranzacțiile mai simple.

### Evul Mediu
După căderea Imperiului Roman de Vest și la începutul instaurării Evului Mediu, profesia de avocat in Europa de Vest a decăzut. Astfel cum James Brundage a explicat: "Până în anii 1140, nimeni nu putea fi descris corespunzător ca un avocat care exercită această îndeletnicire ca profesie în sensul modern al termenului de 'profesie.' " Cu toate acestea, începând cu anul 1150, un număr mic dar crescând de oameni, au devenit experți în Dreptul canonic dar numai ca avantaj al practicării unor îndeletniciri cum ar fi cea de preot al Bisericii catolice. Oricum, din 1190 pana în 1230, a avut loc o schimbare crucială în care câțiva oameni au început să practice dreptul canonic al profesie în sine.
Revenirea profesiei a fost marcată de eforturile bisericii și statului de a o reglementa. În 1231 două concilii locale franceze au dictat ca avocații să depună un jurământ de admitere înainte de a practica în fața instanțele bisericești din regiunea lor și un jurământ similar a fost promulgat printr-un legat papal în London în 1237. Pe parcursul aceleiași decade, Frederick II, împăratul Regatului Siciliei, a impus un jurământ similar în instanțele civile. Din 1250 un nucleu al profesie a fost clar stabilit. Noul trend spre profesionalizare a culminat într-o propunere la Al doilea Conciliu de la Lion din 1275 ca toate instanțele bisericești să ceară un jurământ de admitere în profesie. Deși nu a fost adoptată de către conciliu, a avut mare influență în multe instanțe bisericești din toată Europa. Instanțele civile din Anglia au aderat, de asemenea, la acest trend de profesionalizare; în 1275 a intrat în vigoare un statut care prevedea pedepse pentru avocații vinovați de fraudă, iar în 1280 președintele tribunalului din Londra a promulgat regulamente referitoare la procedurile de admitere în profesie, incluzând depunerea unui jurământ.

## Vezi și
- Studii politico-sociale pentru profesia de avocat
- Barou
- Baroul Constituțional
- Uniunea Națională a Barourilor din România
- Filme despre avocați (categorie)
- Filme cu acțiunea în sala de judecată  (categorie)